# Pilaff

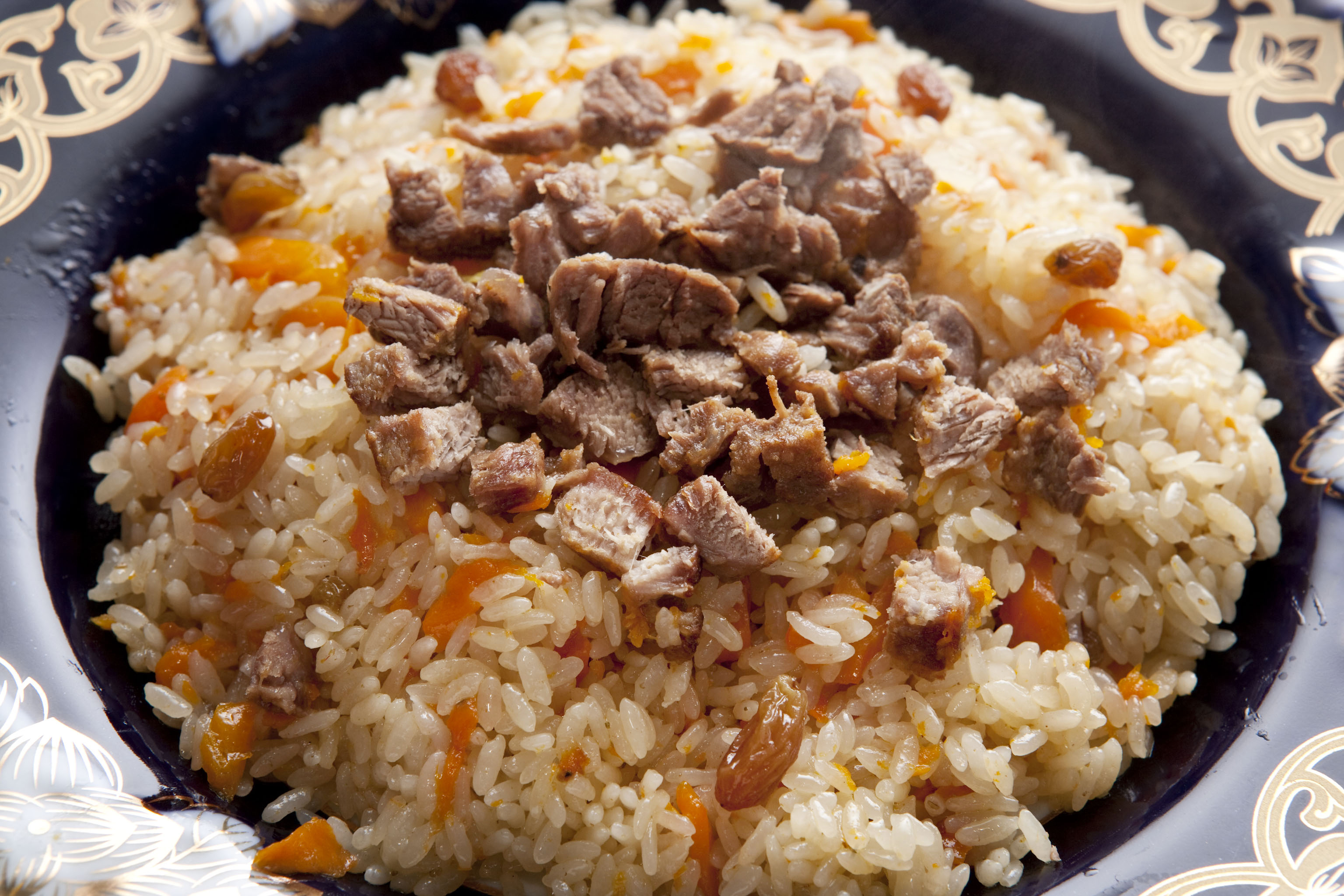
Pilaff.

Pilaff (från persiskans polow پلو) är en orientalisk risrätt. Pilaff lagas med ris eller krossat vete (även bovete) som bryns i olja och sedan kokas i kryddig buljong. Beroende på de olika köken (azerbajdzjanska, persiska, turkiska, grekiska, italienska, armeniska, afrikanska med flera) och deras traditioner kan rätten innehålla såväl kött som kyckling, lamm och nötkött eller musslor och räkor. Även kokta eller stekta grönsaker blandas i riset, lök, vitlök, gröna ärtor, kål, squash, aubergine, tomater, bönor, linser, majs, morötter, selleri och ibland även nypotatis, samt russin, aprikoser, cashewnötter och pinjenötter. Kryddas med lagerblad, kryddnejlika, peppar, saffran, kummin, kanel, stjärnanis, färsk mynta, färska korianderblad eller persilja.